# Lösch von Hilkertshausen

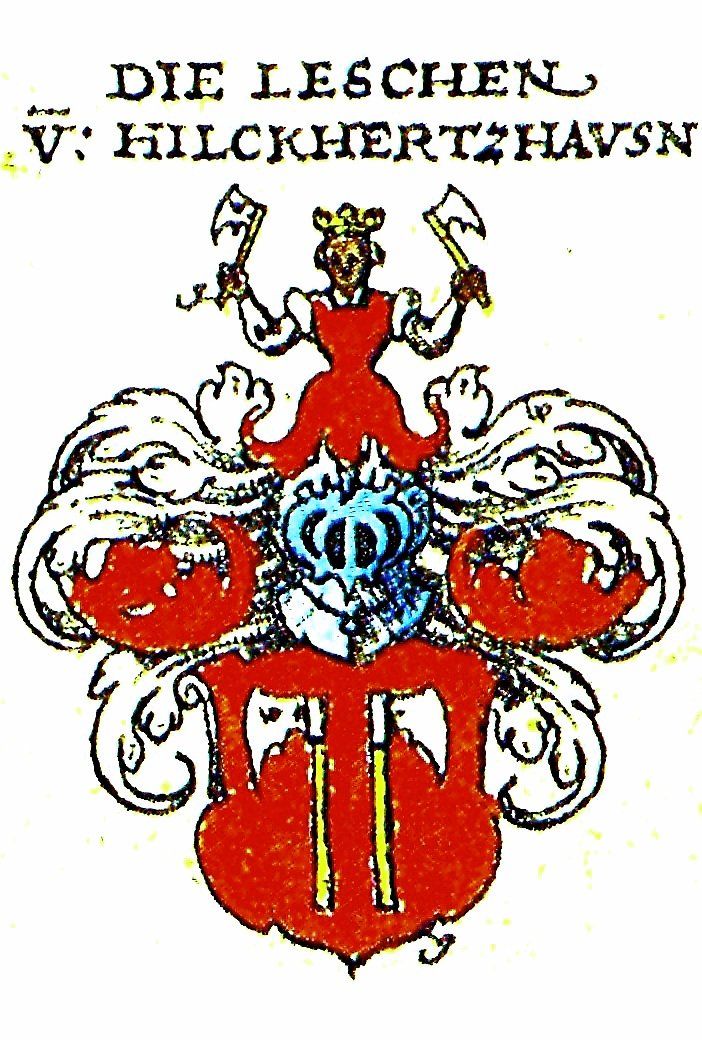
Wappen der Lösch von Hilkertshausen in Johann Siebmachers Wappenbuch von 1605

Die Lösch, Lösch von Hilkertshausen bzw. später die Grafen von Lösch sind ein bayerisches Adelsgeschlecht.

## Geschichte
Die Familie war ursprünglich ein Patriziergeschlecht der Reichsstadt Rothenburg. Der Stammvater Wilhelm Lösch (auch Lesch, bzw. Wilbaldt Lösch; † 1505) war 1481 Pfandherr und Pfleger des Schlosses Ruhestein (auch Rauchenstein, Rauhenstein) und mit der Augsburger Patriziertochter Barbara Langenmantel vom RR verheiratet. Beider Sohn Augustin Lösch (* 1471; † 1535) war Kanzler des bayerischen Herzogs Wilhelm IV. 1517 erwarb er die Hofmark Hilgertshausen für 5518 rheinische Gulden. Seine Söhne waren Leo Lösch von Hilkertshausen (–1559), 49. Bischof von Freising und Wilhelm Lösch von Hilkertshausen d. Ä. (1518–1572), bayerischer Rat.

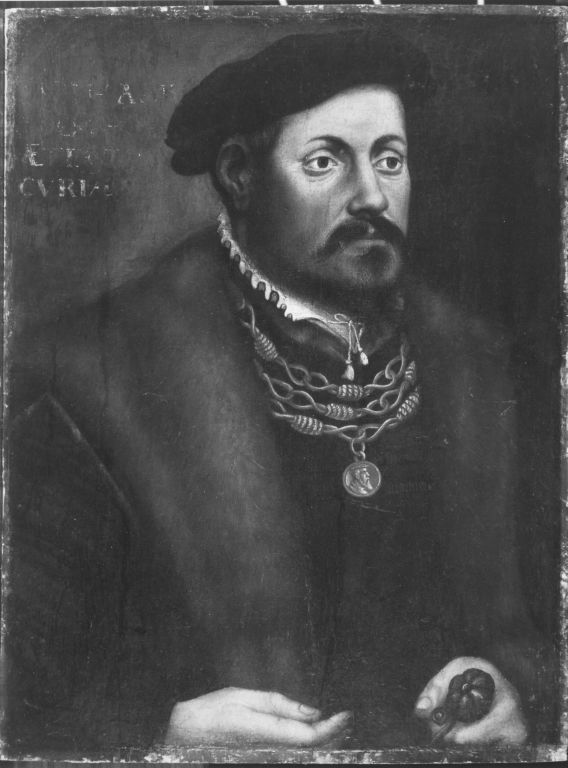
Wilhelm Lösch, bayerischer Rat, um 1550/1569

Die Lösch wurden 1653 zu Freiherren erhoben. Die Hofmark Stein an der Traun kam über die Tochter des Grafen Carl Fugger von Kirchberg und Weißenhorn durch Heirat in den Besitz der Freiherren von Lösch. 1790 wurde Max Joseph von Lösch vom Kurfürst und Reichsvikar Karl Theodor von Pfalz-Bayern in den Reichsgrafenstand erhoben. Aufgrund finanzieller Probleme infolge der Wirren der Napoleonischen Zeit sahen sich die Grafen von Lösch gezwungen, im Jahr 1813 die Hofmark Hilgertshausen (mit Hirschenhausen) an die Freiherren von Freyberg auf Jetzendorf und im Jahr 1829 Gut und Schloss Stein an der Traun an den Freiherrn Maximilian Joseph von Käser (1800–1849) zu verkaufen. Die Grafen von Lösch haben aber bis heute umfangreichen Besitz u. a. um Schloss Gern in Eggenfelden.

## Familienmitglieder
- Augustin Lösch (1471–1535), herzoglich bayerischer Kanzler
- Johann Adolf Loesch von Hilkerthausen († 1663), Ritter des Deutschen Ordens
- Leo Lösch von Hilkertshausen († 1559), 49. Bischof von Freising
- Wilhelm Lösch von Hilkertshausen d. Ä. (1518–1572), bayerischer Rat

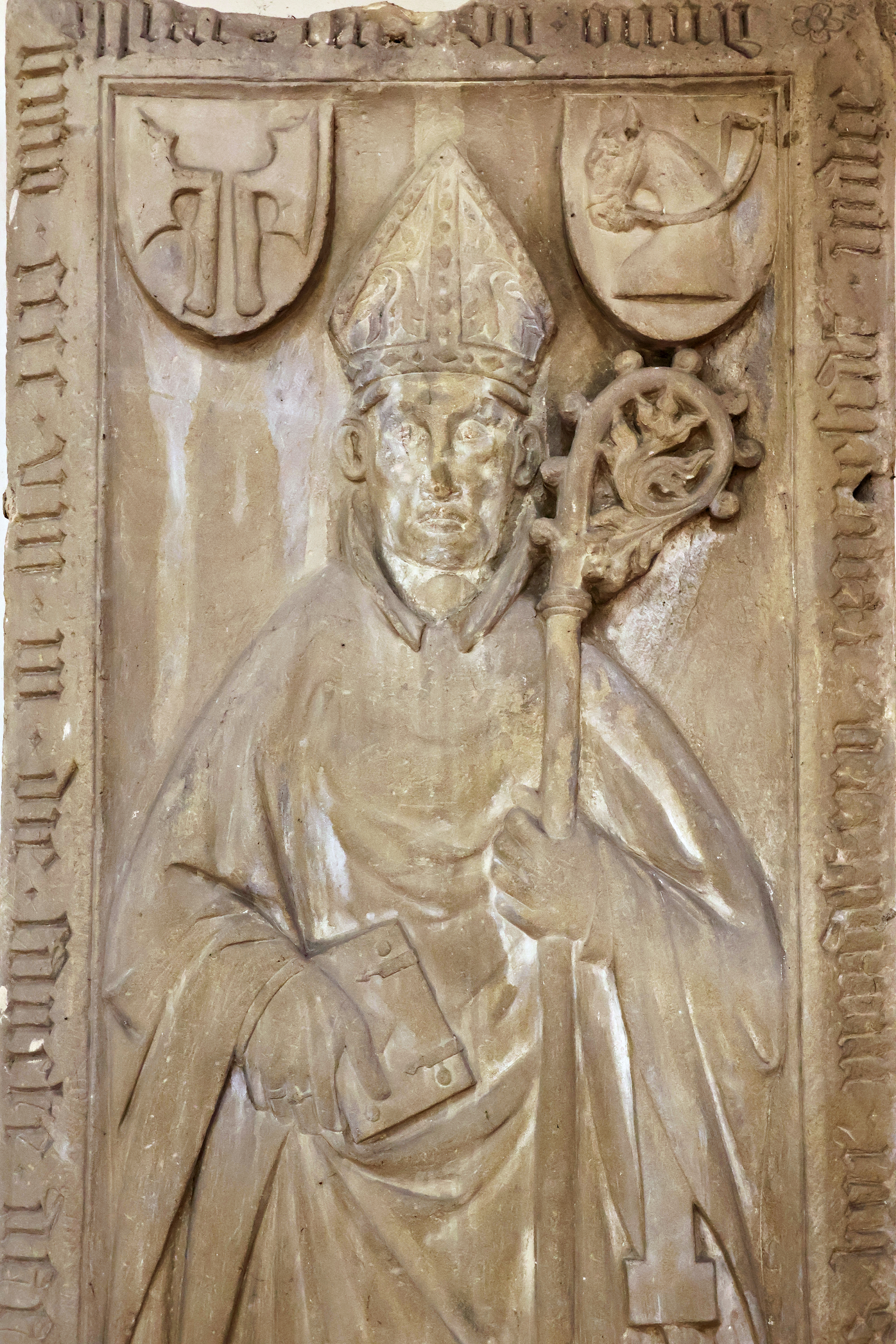
Hermann Lösch von Hilkertshausen († 7. August 1408), Propst und Abt.
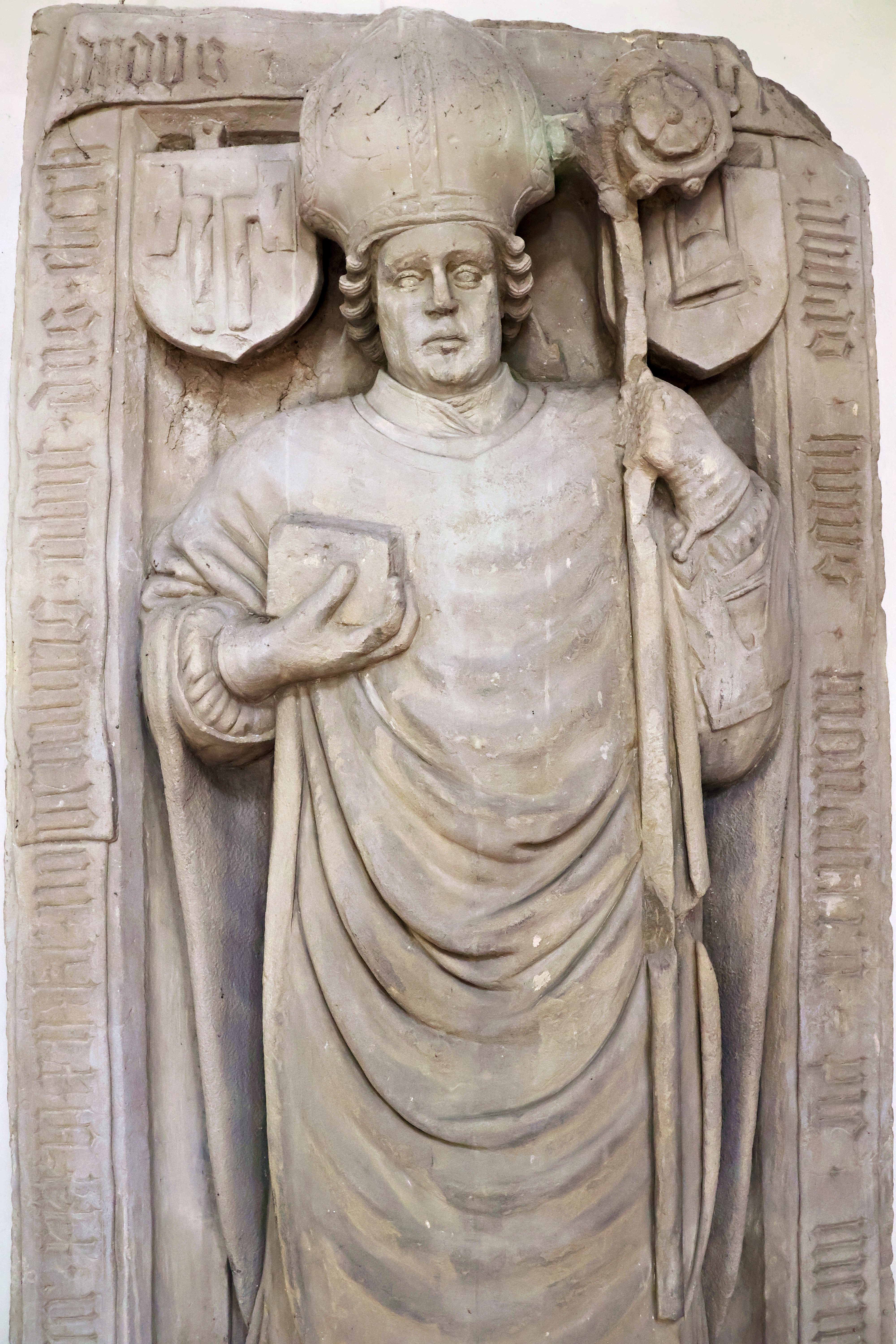
Eberhard Lösch von Hilkertshausen († 21. Oktober 1436), Propst und Abt.

## Wappen

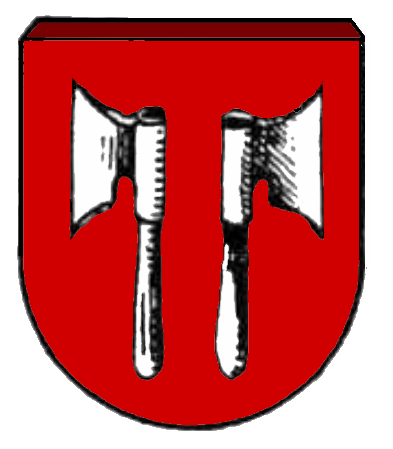
Stammwappen der Lösch

Die Lösch führen zwei Parten, also Streitäxte, auf rotem Grund in ihrem Stammwappen. Das gemehrte Wappen der Grafen von Lösch (zu Stein) ist geviert mit aufgelegtem Stammwappen, im ersten und vierten Feld je zwei liegende blaue Hirschgeweihe mit zehn Enden, im zweiten und dritten Feld silber nach blau längs geteilt je drei goldene Lilien. Den Schild bedeckt die Grafenkrone, auf der drei offene Turnierhelme stehen.